# Sofia de Monferrato
Sofia de Monferrato (em grego: Σοφία Παλαιολογίνα; romaniz.: Sophia Palaiologina; 1396 – Constantinopla, 21 de agosto de 1434) foi a segunda esposa do imperador bizantino João VIII Paleólogo. Por um curto período foi imperatriz-consorte sênior, mas morreu sem deixar herdeiros.

## Família
Sofia era filha de Teodoro II, marquês de Monferrato, com sua segunda esposa, Joana de Bar. Os pais de Joana eram Roberto I, duque de Bar e Maria de Valois, uma filha de João II da França com Bona da Boêmia. Além disso, pelo lado paterno, Sofia era parente da casa reinante bizantina, os Paleólogos.

## Casamento
Em 26 de janeiro de 1404, Sofia foi prometida a Filipe Maria Visconti, um filho de João Galeácio Visconti, duque de Milão, e sua segunda esposa, Catarina, também da casa de Visconti. Porém, este contrato eventualmente seria rompido e o casamento jamais se realizou.
Em 19 de janeiro de 1421, Sofia se casou com João VIII Paleólogo. Ele era o filho mais velho ainda vivo de Manuel II Paleólogo com Helena Dragasa e co-imperador com o pai. O casamento foi relatado por Ducas e por Jorge Frantzes em suas respectivas "Crônicas". Frantzes conta ainda que o casamento se realizou em Santa Sofia.
De acordo com o livro "The Last Centuries of Byzantium 1261-1453" (1972), de J.M. Nicol, Manuel enviara representantes para o Concílio de Constança para conseguir a permissão papal para o casamento, pois havia o tema da conversão da noiva, católica, para a ortodoxia. A permissão foi concedida pelo papa Martinho V.
Aparentemente, contudo, Sofia era uma pessoa particularmente piedosa e, infelizmente para o seu casamento, ela também foi considerada pouco atraente pelos padrões da época, sendo descrita por Miguel Ducas como "Quaresma na frente e Páscoa atrás". João VIII, descontente com o casamento, fez o que pôde para evitá-la e, como resultado, Sofia passou todo o tempo em Constantinopla isolada do marido.
Em 21 de julho de 1425, Manuel II morreu e João VIII ascendeu ao trono. Sofia substituiu sua sogra, Helena, como imperatriz-consorte sênior. Porém, Ducas relata que o casamento foi dissolvido em agosto de 1426. Sofia não voltou a se casar e morreu oito anos depois.